# Sciliar
Sciliar (německy Schlern, ladinsky Sciliër) je hora o nadmořské výšce 2563 m n. m. nalézající se v jihotyrolských Dolomitech v Itálii. I přes poměrně nízkou nadmořskou výšku je díky svému charakteristickému tvaru západní pilíř Sciliaru považován za dominantu Jižního Tyrolska.
Hora nese jméno okolní horské skupiny Sciliar. Samotný Sciliar se rozkládá na náhorní plošině, o jejímž dávném pasteveckém využití svědčí prehistorické nálezy, a nabízí výhled na Alpe di Siusi, největší vysokohorskou pastvinu v Evropě, a na nízké horské terasy kolem obcí Castelrotto a Völs am Schlern. Od roku 1974 byl Sciliar a některé přilehlé oblasti chráněn jako přírodní park, který byl od roku 2003 rozšířen na Přírodní park Schlern-Rosengarten.
V jihotyrolských legendách je Sciliar považován za domov čarodějnic. Regionální časopis Der Schlern, který vychází od roku 1920, nese jméno hory a jako znak používá její grafickou siluetu.

## Poloha
Burgstall (2515 m) tvoří severní okraj pohoří Sciliar, jeho nejvyšším vrcholem je Petz (2563 m), který se tyčí nad Gabels Mull (2390 m) a Jungschlern (2280 m). Za Petzem se zvedá Mahlknechtstein (2550 m), nápadný malý útvar. Před ní se tyčí dvě věže Santnerspitze (2413 m) a Euringerspitze (2394 m). Tyto vrcholy, známé také pod jednoduchými názvy Santner a Euringer, byly dříve známé jako Schlernzacken, Paarlspitzen nebo Badlspitzen. Santner se také nazýval Tuiflspitz, v ladinštině Piza dl Malang.

## Horské chaty
Na Sciliaru otevřela bolzanská sekce Německého a rakouského alpského klubu 22. srpna 1885 útulnu, která byla v roce 1903 spojena s přilehlým hostincem a vznikl tak Schlernhaus, který dnes vlastní bolzanská sekce Italského alpského klubu. V roce 1969 postavila Bolzanská sekce Jihotyrolského alpského klubu horskou chatu Schlernbödelehütte.

## Etymologie
Název hory, doložený v 16. století jako Schlernkhofl nebo auf dem Schalern, je jistě předgermánského a předřímského původu.
Jeden z výkladů odvozuje jeho původ od etymu *sala, který znamená "potok, příkop, kanál". Při středověké germanizaci jména se základní tvar spojil s příponou -en, jejíž e v bavorštině brzy vypadlo, takže vznikla výslovnost Salérn (Oswald von Wolkenstein psal Saleren). Kvůli zachování předgermánského přízvuku se první slabika nakonec scvrkla na Sl-, což vedlo k výslovnosti Schl- palatalizací. Původně se název pravděpodobně vztahoval na Schlerngraben a Schlernbach; podle nich se pohoří mohlo nazývat nejprve Schlernkofel (viz pravopis ze 16. století) a poté Schlern.
Jiná teorie předpokládá souvislost s indogermánským kořenem *skel, který znamená "řezat". Podle toho se název Schlern vztahuje k charakteristickým skalním stěnám horského masivu, které se zdají být vertikálně odříznuté.

## Geologie
Masiv Schlernu je tvořen převážně sedimentárními horninami středního triasu. Ložiskové dolomity formace Rosengarten a formace Rosszähne se z velké části vytvořily na přibližně 30stupňových svazích karbonátové platformy, v oblasti centrální platformy také jako plošně uložené sedimenty. Mezi rosengartenským souvrstvím a souvrstvím Rosszähne se nacházejí vulkanické horniny, které vznikly v ladiniku. Tyto útvary jsou překryty útvarem Schlernské formace, který je tvořen mimo jiné dolomitovými a vápencovými vrstvami. Nejvyšší části Schlernské plošiny jsou budovány dolomitickými horninami svrchního triasu.

## První výstupy
- 1880 Santnerspitze (východní strana, obtížnost III.) – Johann Santner sám
- 1884 Euringerspitze (jižní stěna, stupeň III) – Gustav Euringer a G. Battista Bernhard
- 1908 Jungschlern (severní stěna, III.) – Paul Mayr a Ernst Hofer
- 1912 Burgstall (traverz východní stěny, III.) – Max Reinstaller, Heindl Tomasi
- 1912 Mull (severovýchodní strana, II.) – Paul Mayr, Hermann Kofler, Hans Kiene a Pius Wachtler
- 1929 Schlernkind (IV.) – Fidel Bernard, Hans Leitgeb, Georg Harm, Edi Hermann a Luis Gasser

## Galerie

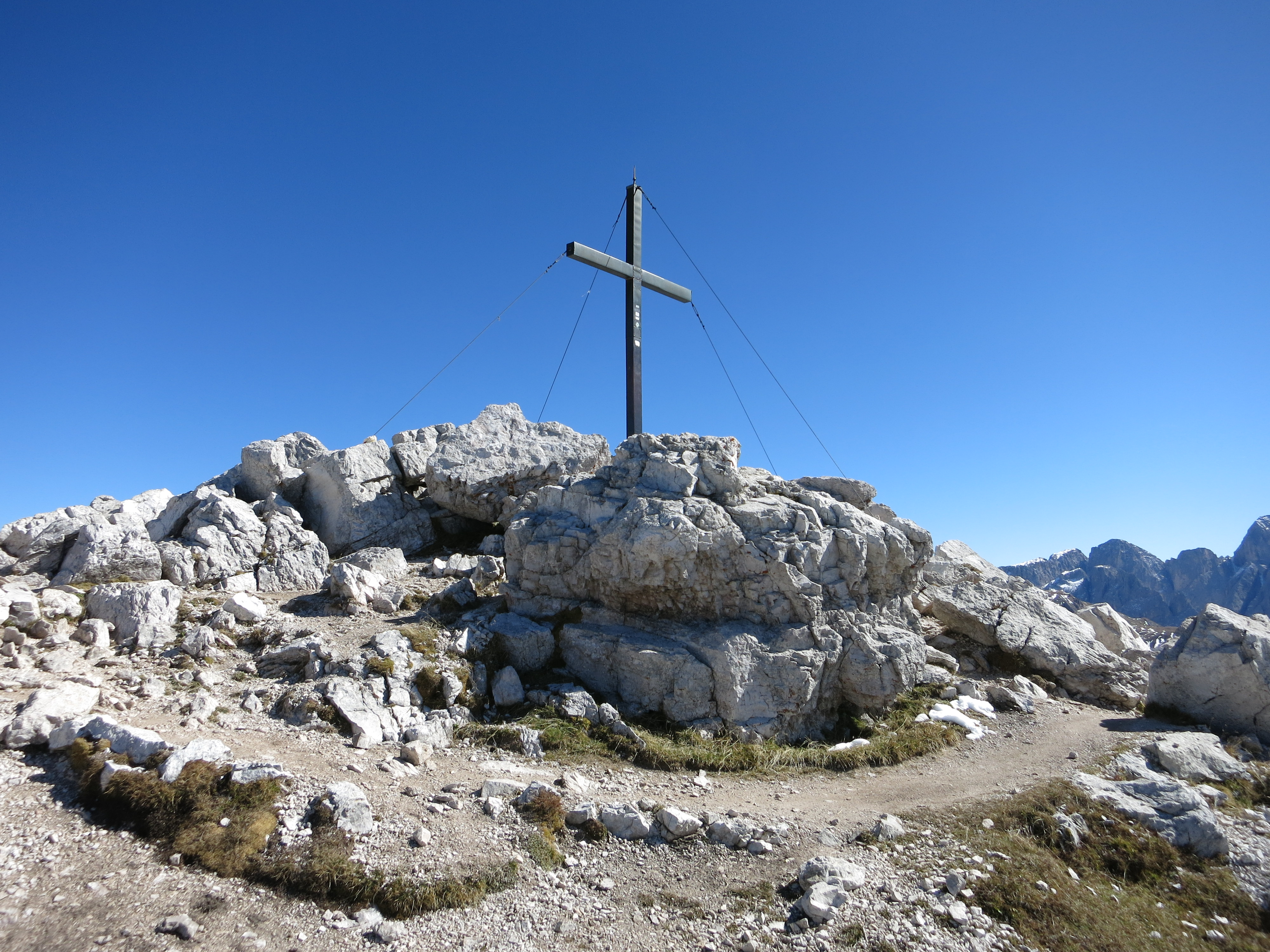
Vrcholový kříž na Petzu
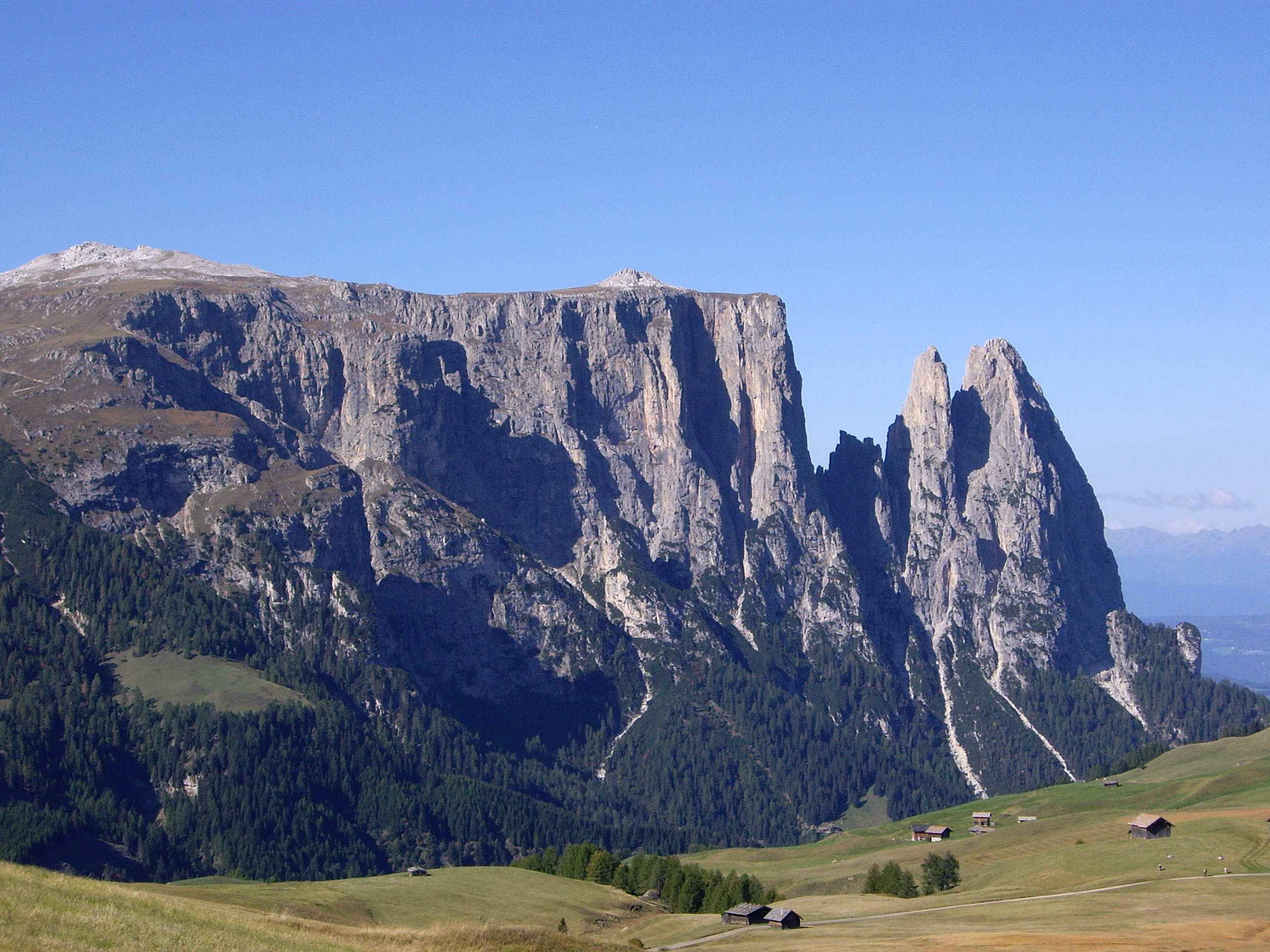
Sciliar s Petzem (vlevo) a Burgstallem (uprostřed), stejně jako Santner a Euringerspitze při pohledu z Alpe di Siusi.
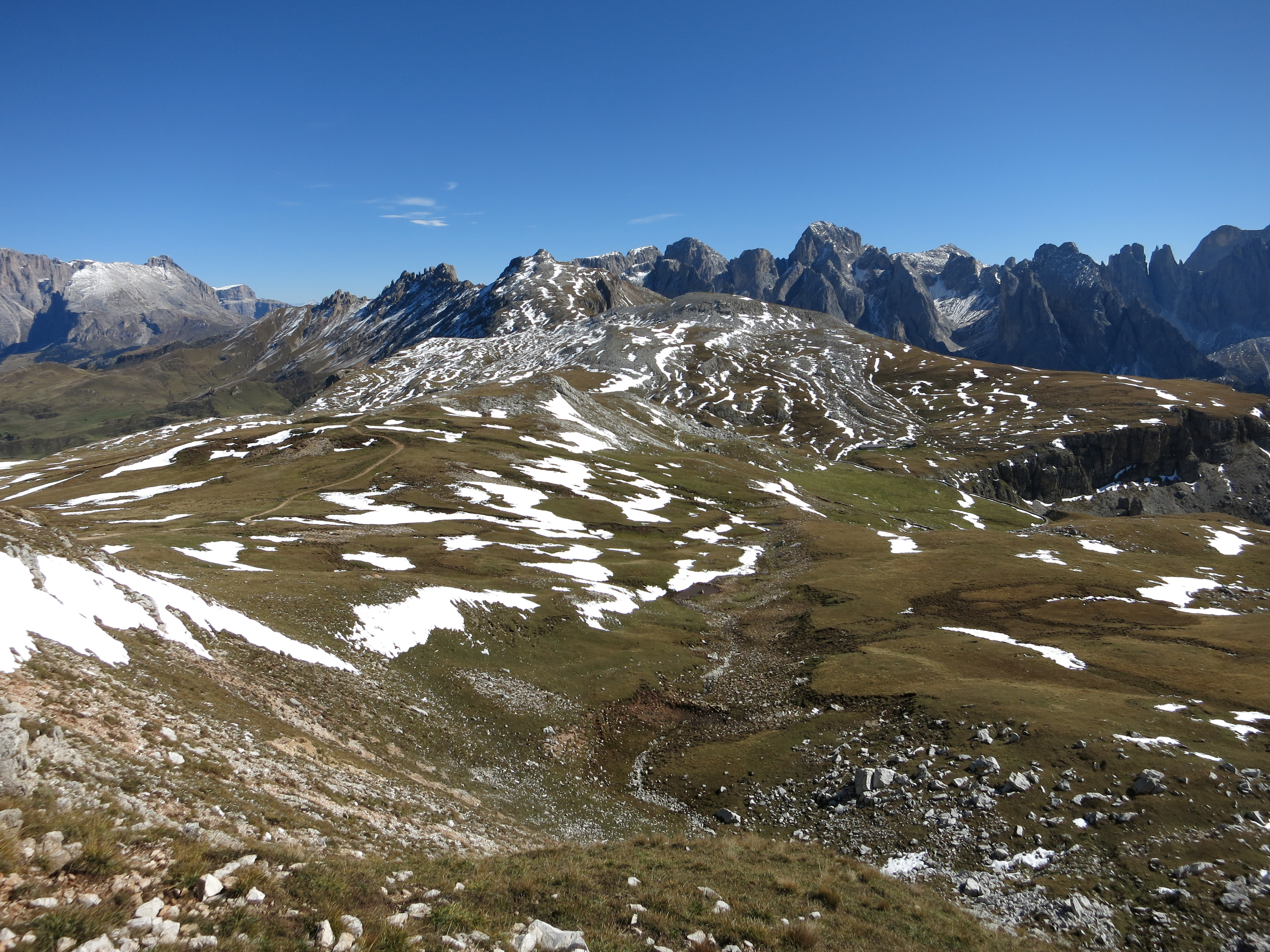
Na náhorní plošině Sciliar
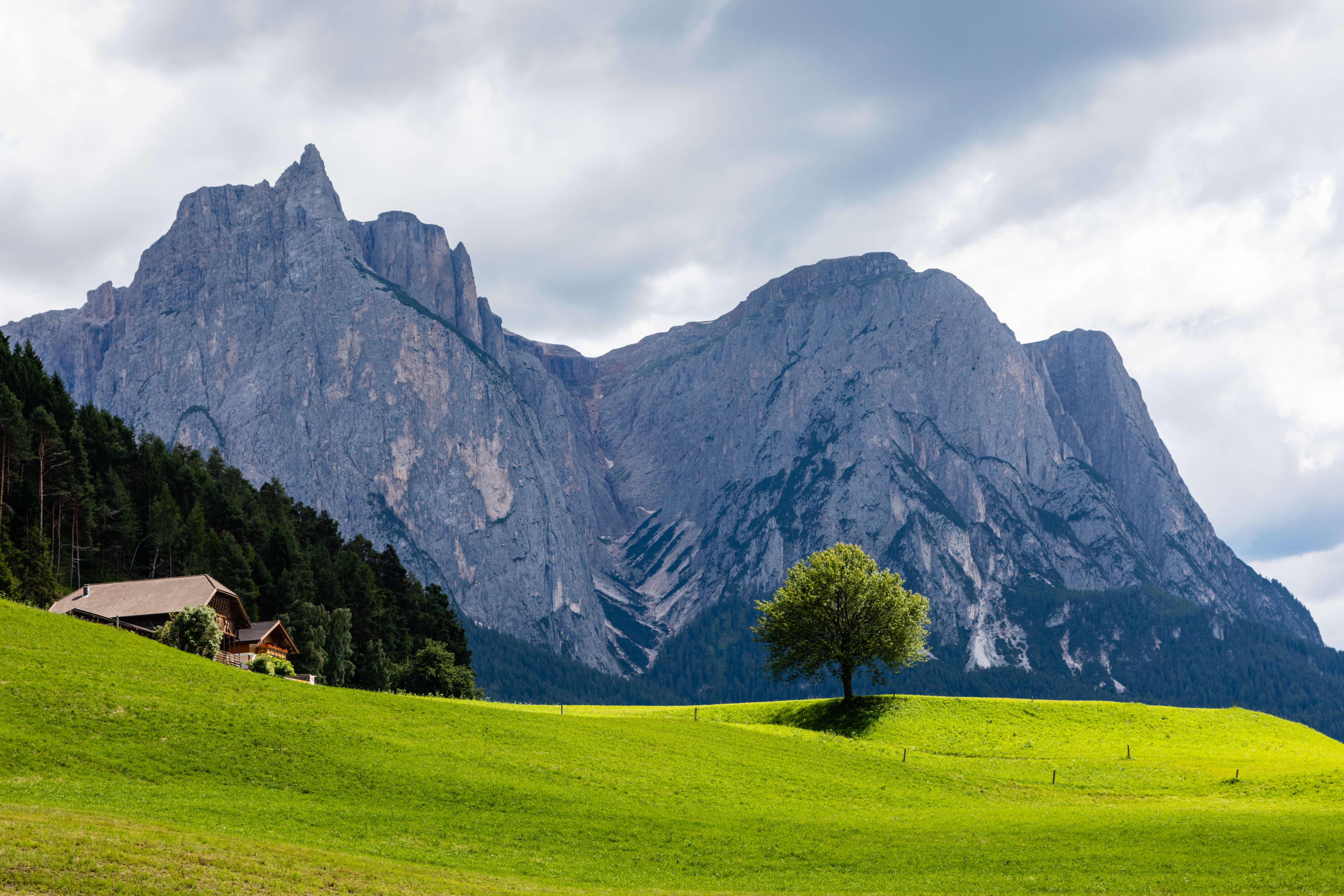
Schlern, pohled z Kastelruthu